# Marcelo Álvaro Antônio
Marcelo Henrique Teixeira Dias, más conocido como Marcelo Álvaro Antônio (Belo Horizonte, 16 de febrero de 1974), es un empresario y político brasileño, ex ministro de turismo de Brasil en el gobierno de Jair Bolsonaro.

## Carrera
Es empresario del sector tecnológico.
En 2012 fue elegido concejal de Belo Horizonte con 8.846 votos, como miembro del Partido Republicano Progresista (PRP). Se presentó a diputado federal en 2014 y fue elegido con 60.384 votos, siendo el tercer candidato más votado de Belo Horizonte. En 2016, se presentó como candidato a alcalde de Belo Horizonte por el Partido de la República.
En la Cámara de Diputados, integró el frente parlamentario evangélico y las comisiones de minas y energía, finanzas y tributación, y transportes. Votó a favor del proceso de destitución de Dilma Rousseff, a favor del inicio de investigaciones contra Michel Temer y en contra del proyecto de reforma laboral.
En 2018, fue reelegido para la Cámara de Diputados por el Partido Social Liberal con 230.008 votos, siendo el candidato más votado del estado de Minas Gerais.